# Timothy Abbott Conrad
Timothy Abbott Conrad (Trenton,  New Jersey, 21 de junho de 1803 — Trenton, 9 de agosto de 1877) foi um geólogo e palentólogo norte-americano. 